# Myrsine reynelii
Myrsine reynelii är en viveväxtart som beskrevs av J.J. Pipoly. Myrsine reynelii ingår i släktet Myrsine och familjen viveväxter. Inga underarter finns listade i Catalogue of Life.